# Aesculus wangii
Aesculus wangii là một loài thực vật có hoa trong họ Bồ hòn. Loài này được Hu mô tả khoa học đầu tiên năm 1960 publ. 1962.

## Hình ảnh

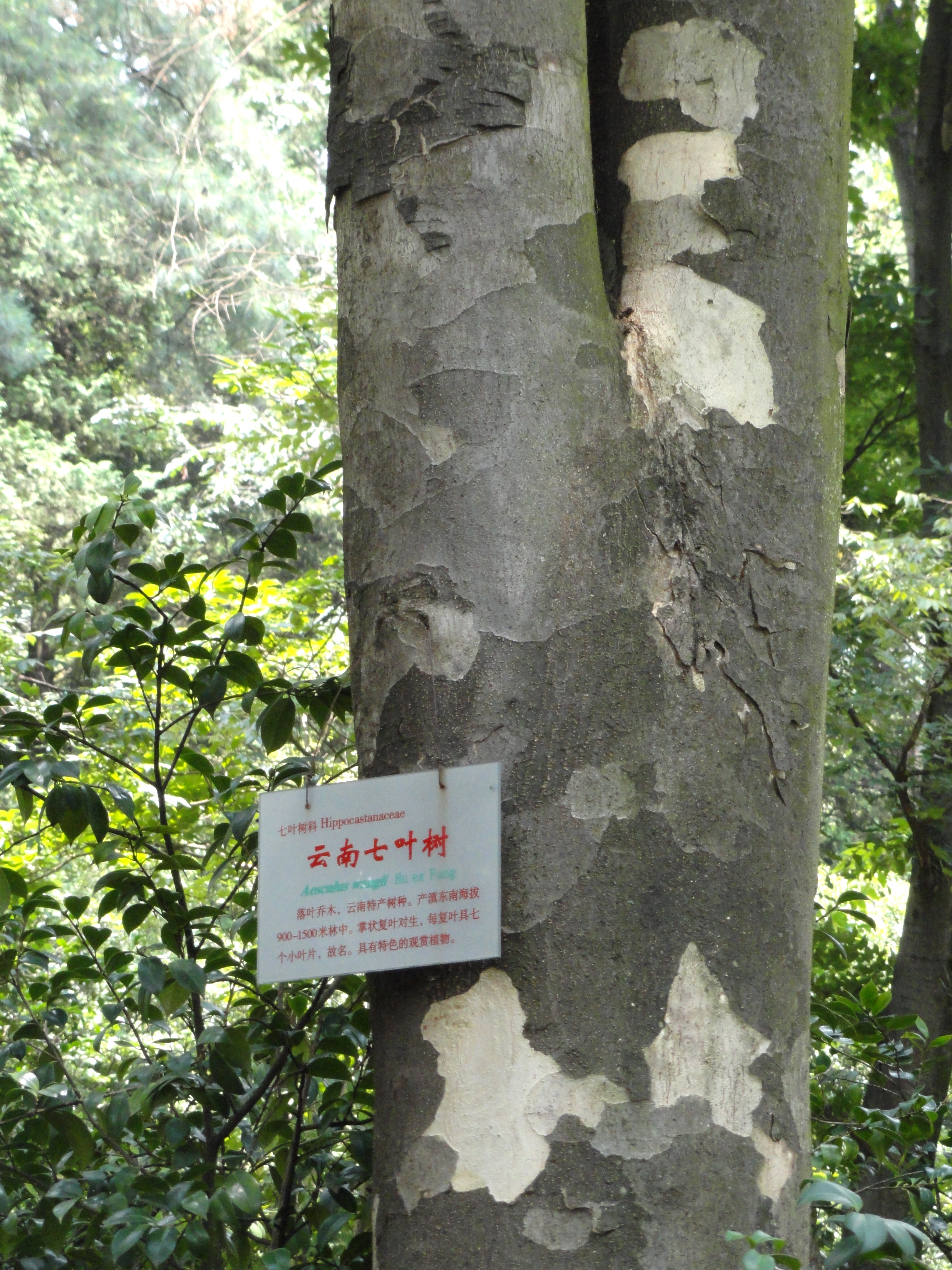